# نادي هيكار لكرة اليد
نادي هيكار لكرة اليد (Knattspyrnufélagið Haukar) هو نادي كرة يد في آيسلندا تأسس في سنة 1931 يقع مقره في هافنارفيوردور. يلعب في الدوري الآيسلندي لكرة اليد.